# 土佐穴內站
土佐穴內站（日语：／ Tosa-ananai eki */?）是一位於日本高知縣長岡郡大豐町穴內、隸屬於四國旅客鐵道（JR四國）的鐵路車站。車站編號為D31。本站只停靠普通列車。
由於開站時，位於前安藝郡（即現安藝市）的土佐電氣鐵道安藝線上已設有「穴內站」，因此日本國鐵便加上「土佐」兩字以作分別。安藝線廢線後，「土佐」兩字依然沿用。後來土佐黑潮鐵道的後免·奈半利線亦在原址重建了新的穴內站。

## 車站構造
開站時，本站設有以混凝土建成的單層站舍一座，旁邊亦有供貨物用的貨倉。後來站舍遭拆去，並將月台上的候車亭加建上蓋、背壁、避雨牆及將候車亭加長，改成為簡易車站模式，又在旁邊加建洗手間。至於貨倉則仍然存在。
本站現時只設有側式月台1個，有效長度為3卡，樓梯出入口位於候車亭旁。過往曾為島式月台，但原有路軌已被拆去，但遺留一些痕跡：例如洗手間旁有一段將小部份削去而成的樓梯級，應該是為橫過路軌的平交道而設的，而往大杉站方向，可以見到在主路軌旁有路基痕跡，向月台的另一邊伸伸延，都是一些環境證明本站曾可作交換站。
現時每天只提供下行8班、上行7班的普通列車服務，上午除首班次前往土佐山田外，其他皆以高知為總站，下行則全以阿波池田為總站。

### 月台配置
| 路線    | 方向 | 目的地             |
| ------- | ---- | ------------------ |
| ■土讚線 | 上行 | 阿波池田方向       |
| ■土讚線 | 下行 | 土佐山田、高知方向 |

## 歷史
- 1934年10月28日：開業。
- 1970年10月1日：降格為無人站。
- 1987年4月1日：日本國鐵分割民營化，車站的營運由JR四國繼承。

## 相鄰車站
四國旅客鐵道（JR四國）
■土讚線
大田口（D30）－土佐穴內（D31）－大杉（D32）